# Pesoz (kommunhuvudort)
Pesoz är en kommunhuvudort i Spanien.   Den ligger i provinsen Province of Asturias och regionen Asturien, i den nordvästra delen av landet, 400 km nordväst om huvudstaden Madrid. Pesoz ligger 613 meter över havet och antalet invånare är 214.
Terrängen runt Pesoz är kuperad. Runt Pesoz är det mycket glesbefolkat, med 3 invånare per kvadratkilometer. Närmaste större samhälle är Grandas de Salime, 3,9 km söder om Pesoz. I omgivningarna runt Pesoz växer i huvudsak blandskog.